# Subdivisões da República Centro-Africana
A República Centro-Africana se divide em 14 prefeituras administrativas, 2 prefeituras econômicas e 1 comuna autônoma. 

## Prefeituras administrativas
A República Centro-Africana está divida em 14 Prefeiutras administrativas.

## Prefeituras econômicas
A República Centro-Africana está divida em 2 Prefeiutras econômicas.

## Comuna autônoma
- Bangui (capital nacional).